# Hans-Adolf Schultz
Hans-Adolf Schultz (* 27. August 1909 in Braunschweig; † 24. Januar 1990 ebenda) war ein deutscher Archäologe und Historiker.

## Leben
Hans-Adolf Schultz war der Sohn des Braunschweiger Realschullehrers Karl Georg Adolf Schultz und seiner Ehefrau Ida Anna Schultz, geb. Sahr. Nach dem Abitur im Jahr 1930 am Martino-Katharineum Braunschweig studierte er Vorgeschichte, Geschichte, Kunstgeschichte, Anglistik und Germanistik an den Universitäten Jena, München und Halle. 1934 promovierte er in Jena zu vor- und frühgeschichtlichen Steingeräten des Braunschweiger Landes. 1935 wurde er Assistent bei der Görlitzer Stadtverwaltung und leitete dort ab 1936 die Vorgeschichtsabteilung der Städtischen Kunst- und Altertumssammlungen. 1937 übernahm er die neu geschaffene Bezirksstelle Oberlausitz des Schlesischen Landesamtes für geschichtliche Denkmalpflege, die dem Oberpräsidium der Provinz Schlesien in Breslau unterstand. In dieser Zeit war er an der Ausgrabung des kaiserzeitlichen Gräberfeldes in Liebstein bei Görlitz beteiligt. Im Zweiten Weltkrieg wurde er zum Wehrdienst eingezogen. Nach amerikanischer und französischer Kriegsgefangenschaft kehrte er 1948 in seinen Geburtsort Braunschweig zurück, wo er mit berufsfremden Tätigkeiten seinen Lebensunterhalt verdiente. 1952 wurde er vom Braunschweigischen Landesmuseum als Angestellter eingestellt und erhielt später eine Stelle als wissenschaftlicher Mitarbeiter in der Abteilung Landesgeschichte. 1965 bekam er eine Beamtenstelle und wurde  Kustos sowie später bis zu seiner Pensionierung 1974 Oberkustos. Schultz gehörte langjährig dem Vorstand des Braunschweigischen Landesvereins an.
Im Bereich der Landesgeschichte betrieb er intensiv archäologische Feldforschung und befasste sich mit der Quellenerfassung sowie mit der Bestandserschließung. Sein Arbeitsschwerpunkt waren mittelalterliche Burgen und Kirchengebäude im Braunschweiger Land, die er auch archäologisch untersuchte. Er führte 1954
eine Ausgrabung an der Ruine der Jakobskirche in Braunschweig durch. Zu seinen weiteren Ausgrabungen gehörten unter anderem die Klosterkirche St. Ludgeri in Helmstedt, die Burg Lichtenberg und die Burg Warburg. Regelmäßig veröffentlichte er seine heimatkundlichen Kenntnisse, vor allem in der Zeitschrift Braunschweigische Heimat. Neben dem Publizieren vermittelte er seine landesgeschichtlichen Forschungsergebnisse der Öffentlichkeit durch Vorträge, Führungen, Exkursionen und Lehraufträge.

## Schriften (Auswahl)
- Die jungsteinzeitlichen Felsgeräte des Landes Braunschweig und der Nachbargebiete, 1936 (Dissertation)
- Heimatliche Burgwallsiedlung der früheren Eisenzeit: Ausgrabungsergebnisse in Nieder-Neundorf O.-L., 1937
- Die vor- und frühgeschichtliche Besiedlung des Kreises Görlitz, 1939–1940
- Burgen und Schlösser des Braunschweiger Landes, Braunschweig 1980
- Burgen, Schlösser und Herrensitze im Raum Gifhorn-Wolfsburg, Gifhorn 1985